# Ramgarh
Ramgarh là một thành phố và khu đô thị của quận Sikar thuộc bang Rajasthan, Ấn Độ.

## Địa lý
Ramgarh có vị trí 23°55′B 73°57′Đ / 23,92°B 73,95°Đ Nó có độ cao trung bình là 121 mét (396 feet).

## Nhân khẩu
Theo điều tra dân số năm 2001 của Ấn Độ, Ramgarh có dân số 28.431 người. Phái nam chiếm 51% tổng số dân và phái nữ chiếm 49%. Ramgarh có tỷ lệ 59% biết đọc biết viết, thấp hơn tỷ lệ trung bình toàn quốc là 59,5%: tỷ lệ cho phái nam là 69%, và tỷ lệ cho phái nữ là 48%. Tại Ramgarh, 18% dân số nhỏ hơn 6 tuổi.